# Fori Qisong
Fori Qisong (chiń. 佛日契嵩, pinyin Fórì Qìsōng; kor. 불일계숭 Puril Kyesung; jap. Butsunichi Sessū; wiet. Phật Nhật Khế Tung; ur. 1007, zm. 1072) – mistrz chan, literat i uczony okresu północnej dynastii Song. Należał do szkoły yunmen, znany także jako Mingzhao Qisong.

## Życiorys
Urodził się miejscu, które obecnie nazwane jest Taiping w powiecie Teng w Wuzhou. Pochodził z rodziny Li, nazywał się Zhongling Li. Jego ojciec był oddanym świeckim buddystą. gdy chłopiec miał 7 lat, zmarł jego ojciec. Matka, honorując życzenie męża, posłała go do klasztoru Guangfa (obecnie w Dongshan, w powiecie Teng). Początkowo służył w klasztorze, medytował, recytował sutry, przynosił wodę, rąbał drewno oraz intensywnie kształcił się także w świeckiej wiedzy.
W wieku 14 lat przyjął wskazania bhikku. Gdy miał lat 19 opuścił klasztor i rozpoczął wędrówkę po innych klasztorach. Odwiedził mistrza chan Hongyana w górach Hongding oraz mistrza chan Xiaoconga z klasztoru Dongshan i został jego uczniem.
Pomiędzy 1041 a 1048 przybył do Hangzhou. Zamieszkał w klasztorze Lingyin w budynku Yong’an. W czasie jego pobytu zetknął się ze słynnymi literatami, takimi jak m.in. Ouyang Xiu, którzy należeli do ruchu literackiego kładącego nacisk na ortodoksyjne poglądy konfucjańskie i zwalczanie buddyzmu. Qisong w odpowiedzi napisał ponad dziesięć esejów. Aby odrzucić niekorzystne stanowisko uczonych biurokratów przeciwko buddyzmowi w eseju Istota konfucjanizmu i buddyzmu, wyraził idee, że ostateczny cel konfucjanizmu i buddyzmu, to zapoznanie ludzi z dobrem i zupełnie nieracjonalne byłoby wyeliminowanie buddyzmu. W innym swoim eseju O synowskim oddaniu analizuje problem, czy mnich buddyjski powinien wypełnić swoje synowskie zobowiązania i przytacza kilka historii związanych ze słynnymi mistrzami, takimi jak np. Huineng. Ten esej czyni jasnym, że praktykowanie buddyzmu nie jest jednoznaczne z porzuceniem miłości do rodziców. Tymi artykułami mistrz Qisong zmienił nastawienie wielu konfucjanistów do buddyzmu. Przyczynił się tym samym do większej integracji konfucjanizmu i buddyzmu. Kiedy był już starszym człowiekiem napisał Przeciwko Han Yu, książkę zawierającą 30 esejów, które ogniskują się na zwalczaniu poglądów ortodoksy konfucjańskiego Han Yu.
Potrafił także wytknąć błędy buddyjskie. W tym czasie szkoła tiantai opierała się na Fufazang jing, gdzie napisano o 24 patriarchach Indii. Odnosząc się do klasycznych prac, zweryfikował ten błąd. Odnalazł informacje, że Mahakaśjapa był pierwszym patriarchą, a Bodhidharma – dwudziestym ósmym. Zebrał swoje informacje w dziele Zhuanfa zhengzong ji (Zapiski z przekazu Dharmy z prawdziwej linii). Później na jedwabiu namalował jeszcze linie przekazu i nazwał tę pracę Zhuanfa zheng zongding zutu. Kolejną jego pracą na ten temat było szczegółowe przedstawienie historii patriarchów w dwutomowym dziele Zhuanfa zhenhzong lun. Te jego prace spopularyzowały buddyzm chan.
Mistrz chan pomógł naprawić relacje z uczonymi konfucjańskimi oraz ustanowić buddyzm jako jedną z ortodoksyjnych filozofii, która rozkwitła w buddyjskich społecznościach na południe od rzeki Yangzi. Zwróciło to na niego uwagę lokalnych urzędników.
Otrzymał nadaną przez dwór cesarski purpurową szatę. Kiedy cesarz Renzong przeczytał książki mistrza, nakazał włączenie ich do chińskiej Tripitaki oraz nadał mistrzowi tytuł „Mistrz Mingjiao”.
Mistrz Qisong pozostawił po sobie ponad 100 tomów dzieł, niestety większość z nich uległa zniszczeniu w czasach południowej Dynastii Song. Do dziś przetrwały jedynie 22 tomy.
W 1072 r. mistrz chan Qisong zmarł w budynku Yong’an klasztoru Lingyin w wieku 66 lat.

## Linia przekazu Dharmy zen
Pierwsza liczba oznacza liczbę pokoleń mistrzów od 1 Patriarchy indyjskiego Mahakaśjapy.
Druga liczba oznacza liczbę pokoleń od 28/1 Bodhidharmy, 28 Patriarchy Indii i 1 Patriarchy Chin.
- 39/12. Xuefeng Yicun (822–908)

- 40/13. Furong Lingxun (bd)
- 40/13. Jingqing Daofu (863–937) (także Shunde)
- 40/13. Cuiyan Yongming (bd)
- 40/13. Baofu Congzhan (zm. 928)

- 41/14. Zhaoqing Wendeng (884–972)
- 41/14. Baoci Wenqin (bd)
- 41/14. Yanshou Huilun (bd)

- 42/15. Guizong Daoquan (bd)

- 40/13. Xuansha Shibei (835–908)

- 41/14. Luohan Guichen (867–928)

- 42/15. Longji Shaoxiu (bd)
- 42/15. Tianbing Congyi (bd)
- 42/15. Qingqi Hongjin (bd)
- 42/15. Fayan Wenyi (885–958) szkoła fayan

- 40/13. Yunmen Wenyan (862–949) szkoła yunmen

- 41/14. Shuangquan Shikuang (bd)

- 42/15. Fuchang Weishan (bd)

- 41/14. Fengxian Congshen (bd) *Daoshen?

- 42/15. Lianhua Fengxiang (bd)
- 42/15. Xiang Anzhu (bd)

- 41/14. Baling Haojian (bd)

- 42/15. Cheng Sansheng (bd)

- 41/14. Dongshan Shouchu (910–990)

- 42/15. Nanyue Liangya (bd) *Fuyuan

- 43/16. Chenggu Jianfu (zm. 1045)

- 41/14. Deshan Yuanming (bd)

- 42/15. Wenshu Yingzhen (bd)
- 42/15. Bu’an Dao (bd)

43/16. Dongshan Xiaocong?
44/17. Fori Qisong (1007–1072)
- 41/14. Xianglin Chengyuan (908–987)

- 42/15. Zhimen Guangzuo (zm. 1031)

- 43/16. Xuedou Chongxian (980–1052) napisał komentarze wierszem do „Biyan lu”

- 44/17. Chengtian Chuanzong (bd)
- 44/17. Tianyi Yihuai (993–1064)

- 45/18. Fayun Faxiu (1027–1090)
- 45/18. Changlu Yingfu (bd)

- 46/19. Changlu Zongze (bd) autor „Zuochan yi”

- 47/20.

- 48/21.

- 49/22. Lei’an Zhengshou (1146–1208)

- 45/18. Yuanfeng Qingman (bd)
- 45/18. Yuantong Fashen (bd)